# 复兴河
复兴河是中国嘉陵江武胜段的一条支流，因主要流径复兴（今金牛镇），遂得名复兴河。此河发源于四川省遂宁市蓬溪县群利乡野鸭子，流经武胜县赛马镇，胜利镇，金牛镇，东至金光乡童家坝注入嘉陵江。河流全长34公里，是武胜西北部重要的农业和生活水源。